# M'bem di Fora
M'bem di Fora è il quarto album della cantante Lura, pubblicato nel 2006 dall'etichetta Lusafrica.

## Tracce
1. Bida Mariadu – 4:51 (testo: Lura, T. Vieira – musica: T. Vieira)
2. Ponciana – 3:56 (T. Tavares)
3. Romaria – 3:57 (T. Vieira)
4. No Bem Fala – 4:20 (T. Lino)
5. As-Agua – 5:07 (T. Tavares)
6. Es Anu Raboitas Ka di Fiansa – 3:59 (A.B. Dos Santos)
7. M'bem di Fora – 3:42 (Katchas) – (featuring Zeco di Nha Reinalda)
8. Mari d'Ascenson – 4:11 (testo: traditional – musica: T. Vieira)
9. Galanton – 3:48 (R. Cruz)
10. Pensa Dret – 3:54 (testo: Lura – musica: E. Figueiredo, Lura)
11. Festa di Nha Kumpadri – 3:58 (T. Vieira)
12. Choro – 2:02 (testo: Lura – musica: E. Figueiredo)
13. Fitico di Funana – 5:06 (testo: Lura, Don Kikas – musica: Don Kikas)

## Musicisti
- Lura - voce, tchabeta
- Joao Pina "Kako" Alves, Vaiss - chitarra
- Ademiro José "Miroca" Miranda - percussioni, batteria
- Jean-Philippe Fanfan - batteria
- Guy N'Sangue - basso
- José Paris - basso
- Paulino "Palinho" Vieira - cavaquinho
- Regis Gizavo - fisarmonica
- Nando Andrade - Fender Rhodes, ferrinho, cori
- Julia Sarr, Valérie Belinga, Kako, Kuka, Doroteia de Ilha De Madeira - cori

### Altri musicisti
- Marabù - basso
- Pedro Joia - chitarra flamenca
- Vincent Bucher - armonica a bocca
- Antonio Domingos "Totinho" Gomes Fernandes - sassofono
- Julian Corrales - violino
- Francois Perchat - violoncello
- Toy Vieira - pianoforte, cori
- Papai, Madeu de Rosa, Betof and Fitice de Mimina - tamburo
- Aurelio "Auras" Borges dos Santos - chitarra, cori
- Edevaldo "Russo" Figueiredo - chitarra basso, cori
- Paulino Baptista "Jair" Nunes de Pina - percussioni
- Cau Paris - batteria, cori
- To Barbosa - violino
- Kaxuxa, Yura - cori